# ウォーパス
ウォーパス (War Pass) とは、アメリカの競走馬である。2007年のブリーダーズカップ・ジュヴェナイルを4連勝で制し、2007年度のエクリプス賞2歳牡馬・騸馬部門に選出された。競走出走時には白いシャドーロールを付けていた。

## 経歴

### 2歳・3歳時代
2歳になった2007年の7月末デビュー。デビュー戦を白星で飾ると、1ヶ月後の2戦目も難なく勝利。その後、G1シャンペンステークスに向かう。レースでは好スタートを決め、果敢にハナ（先頭）を奪うと、そのまま押し切って早くもG1タイトルを手に入れる。続いてアメリカ最強2歳馬決定戦であるBCジュヴェナイルへ向かう。このレースでもハナを奪うと、後続を最後の直線で大きく引き離して圧勝。G1競走2勝目を挙げた。11月には早くも、競走馬引退後にキングマンボやエーピーインディ等を繋養するレーンズエンドファームに繋養されることが発表された。
年が明けて2008年、前年のG1競走2勝が評価されてエクリプス賞最優秀2歳牡馬・騸馬部門に選出された。その後2月にアローワンス競走（一般競走）で復帰し、7馬身差で圧勝し復帰戦を飾った。次走はG3のタンパベイダービー。タンパベイダウンズ競馬場には同競走の来場者数レコードとなる12746人が駆けつけ、圧倒的1番人気に支持されたが、レースでは出遅れると、第4コーナーで手応えが悪くなりそのまま失速し、7着と大敗した。続くウッドメモリアルステークスではテイルオブエカティの2着であった。さらにレース後、左前肢の種子骨骨折によりケンタッキーダービー出走が絶望的となり休養に入った。しかしすでにレーンズエンドファームが競走馬引退後の種付け権を取得していることもあり9月5日に復帰を断念して競走馬を引退することが発表された。

### 種牡馬時代
予定通りレーンズエンドファームで繋養され2009年より供用が開始された。2010年12月にシャトル先のオーストラリアから帰国後、放牧地で死亡しているのが確認された。

### 競走成績
| 出走日     | 競馬場                 | 競走名                   | 格 | 距離  | 着順 | 騎手           | 着差      | 1着（2着）馬     |
| ---------- | ---------------------- | ------------------------ | -- | ----- | ---- | -------------- | --------- | ---------------- |
| 2007.07.28 | サラトガ               | メイドン                 |    | D6f   | 1着  | C.ナカタニ     | 3 3/4馬身 | （Commandeered） |
| 2007.08.26 | サラトガ               | オプショナルクレーミング |    | D6f   | 1着  | C.ヴェラスケス | 5 1/2馬身 | （Fidelio）      |
| 2007.10.06 | ベルモントパーク       | シャンペンS              | G1 | D8f   | 1着  | C.ヴェラスケス | 1 1/2馬身 | （Pyro）         |
| 2007.10.27 | モンマスパーク         | BCジュヴェナイル         | G1 | D8.5f | 1着  | C.ヴェラスケス | 4 3/4馬身 | （Pyro）         |
| 2008.02.24 | ガルフストリームパーク | アローワンス             |    | D8f   | 1着  | C.ヴェラスケス | 7 1/2馬身 | （Web Gem）      |
| 2008.03.15 | タンパベイダウンズ     | タンパベイダービー       | G3 | D8.5f | 7着  | C.ヴェラスケス | 23馬身    | Big Truck        |
| 2008.04.05 | アケダクト             | ウッドメモリアルS        | G1 | D9f   | 2着  | C.ヴェラスケス | 1/2馬身   | Tale of Ekati    |

## 血統表
| ウォーパスの血統ブラッシンググルーム系／Nasrullah5×5×5×5=12.50% | ウォーパスの血統ブラッシンググルーム系／Nasrullah5×5×5×5=12.50% | ウォーパスの血統ブラッシンググルーム系／Nasrullah5×5×5×5=12.50% | （血統表の出典） | （血統表の出典） |
| 父 Cherokee Run 1990 黒鹿毛                                     | 父の父Runaway Groom 1979 芦毛                                   | Brushing Groom                                                  | Red God          | Red God          |
| 父 Cherokee Run 1990 黒鹿毛                                     | 父の父Runaway Groom 1979 芦毛                                   | Brushing Groom                                                  | Runaway Bride    |                  |
| 父 Cherokee Run 1990 黒鹿毛                                     | 父の父Runaway Groom 1979 芦毛                                   | Yonnie Girl                                                     | Call the Witness | Call the Witness |
| 父 Cherokee Run 1990 黒鹿毛                                     | 父の父Runaway Groom 1979 芦毛                                   | Yonnie Girl                                                     | Po'chile         |                  |
| 父 Cherokee Run 1990 黒鹿毛                                     | 父の母Cherokee Dame 1980 芦毛                                   | Silver Saber                                                    | Drone            | Drone            |
| 父 Cherokee Run 1990 黒鹿毛                                     | 父の母Cherokee Dame 1980 芦毛                                   | Silver Saber                                                    | Happy Flirt      |                  |
| 父 Cherokee Run 1990 黒鹿毛                                     | 父の母Cherokee Dame 1980 芦毛                                   | Dame Francesca                                                  | Francis S.       | Francis S.       |
| 父 Cherokee Run 1990 黒鹿毛                                     | 父の母Cherokee Dame 1980 芦毛                                   | Dame Francesca                                                  | Maid of Rule     |                  |
| 母 Vue 1989 黒鹿毛                                              | 母の父Mr. Prospector 1970 鹿毛                                  | Raise a Native                                                  | Native Dancer    | Native Dancer    |
| 母 Vue 1989 黒鹿毛                                              | 母の父Mr. Prospector 1970 鹿毛                                  | Raise a Native                                                  | Raise You        |                  |
| 母 Vue 1989 黒鹿毛                                              | 母の父Mr. Prospector 1970 鹿毛                                  | Gold Digger                                                     | Nashua           | Nashua           |
| 母 Vue 1989 黒鹿毛                                              | 母の父Mr. Prospector 1970 鹿毛                                  | Gold Digger                                                     | Sequence         |                  |
| 母 Vue 1989 黒鹿毛                                              | 母の母Harbor Flag 1978 鹿毛                                     | Hoist the Flag                                                  | Tom Rolfe        | Tom Rolfe        |
| 母 Vue 1989 黒鹿毛                                              | 母の母Harbor Flag 1978 鹿毛                                     | Hoist the Flag                                                  | Wavy Navy        |                  |
| 母 Vue 1989 黒鹿毛                                              | 母の母Harbor Flag 1978 鹿毛                                     | Bayou Blue                                                      | Bold Ruler       | Bold Ruler       |
| 母 Vue 1989 黒鹿毛                                              | 母の母Harbor Flag 1978 鹿毛                                     | Bayou Blue                                                      | Bayou F-No.9-f   |                  |